# Maciej Jąder
Maciej Jąder (ur. 21 września 1978 w Lesznie) – polski żużlowiec.

## Życiorys

### Życie prywatne
Syn Bernarda Jądera, bratanek Zbigniewa Jądera i kuzyn Pawła Jądera – również żużlowców.

### Kariera sportowa
Sport żużlowy uprawiał w latach 1995–2007, reprezentując barwy klubów: Unia Leszno (1995–1999), Kolejarz Rawicz (2000, 2005), Iskra Ostrów Wielkopolski (2001), TŻ Łódź (2002), Kolejarz Opole (2003), Polonia Piła (2004, 2006) oraz KSM Krosno (2007).
Dwukrotny brązowy medalista młodzieżowych drużynowych mistrzostw Polski (Częstochowa 1996, Grudziądz 1997). Finalista młodzieżowych indywidualnych mistrzostw Polski (Gniezno 1999 – XVI miejsce). Finalista turnieju o "Brązowy Kask" (Bydgoszcz 1996 – V miejsce). Finalista turnieju o "Srebrny Kask" (Grudziądz 1999 – XIII miejsce). Finalista turnieju o "Złoty Kask" (Wrocław 2001 – XVI miejsce). Obecnie trener zespołu KŻ Orzeł Łódź.